# Karl Brunner (közgazdász)
Karl Brunner (Zürich, 1916. február 6. – Rochester, New York állam, 1989. május 9.) svájci származású amerikai közgazdász.
A zürichi Technológiai Intézetben, majd a London School of Economicson tanult, végül a Zürichi Egyetemen doktorált. A monetarizmus képviselője volt, fő érdeklődési területét a pénzkínálat természete, illetve a logika- és tudományfilozófia jelentette.
1943-ban az Amerikai Egyesült Államokba emigrált, ahol előbb a Harvardon, majd a Chicagói Egyetemen tanított. Pályája során a Los Angeles-i Kaliforniai Egyetemhez és az Ohioi Állami Egyetemhez is kötődött. 1971-től a New York-i Rochester Egyetemen, 1974 és 1986 között pedig a Berni Egyetemen tanított. 1984-ben Adam Smith-díjban részesült.

## Művei
- 1970 The Monetarist Revolution in Monetary Theory („A monetarista forradalom a monetáris elméletben”)
- 1989 Money and Economy („Pénz és közgazdaság”, Allan Meltzer amerikai közgazdásszal közösen)